# 2876 Aeschylus
2876 Aeschylus este un asteroid din centura principală, descoperit pe 24 septembrie 1960 de PLS.